# ジョン・ホープ (植物学者)

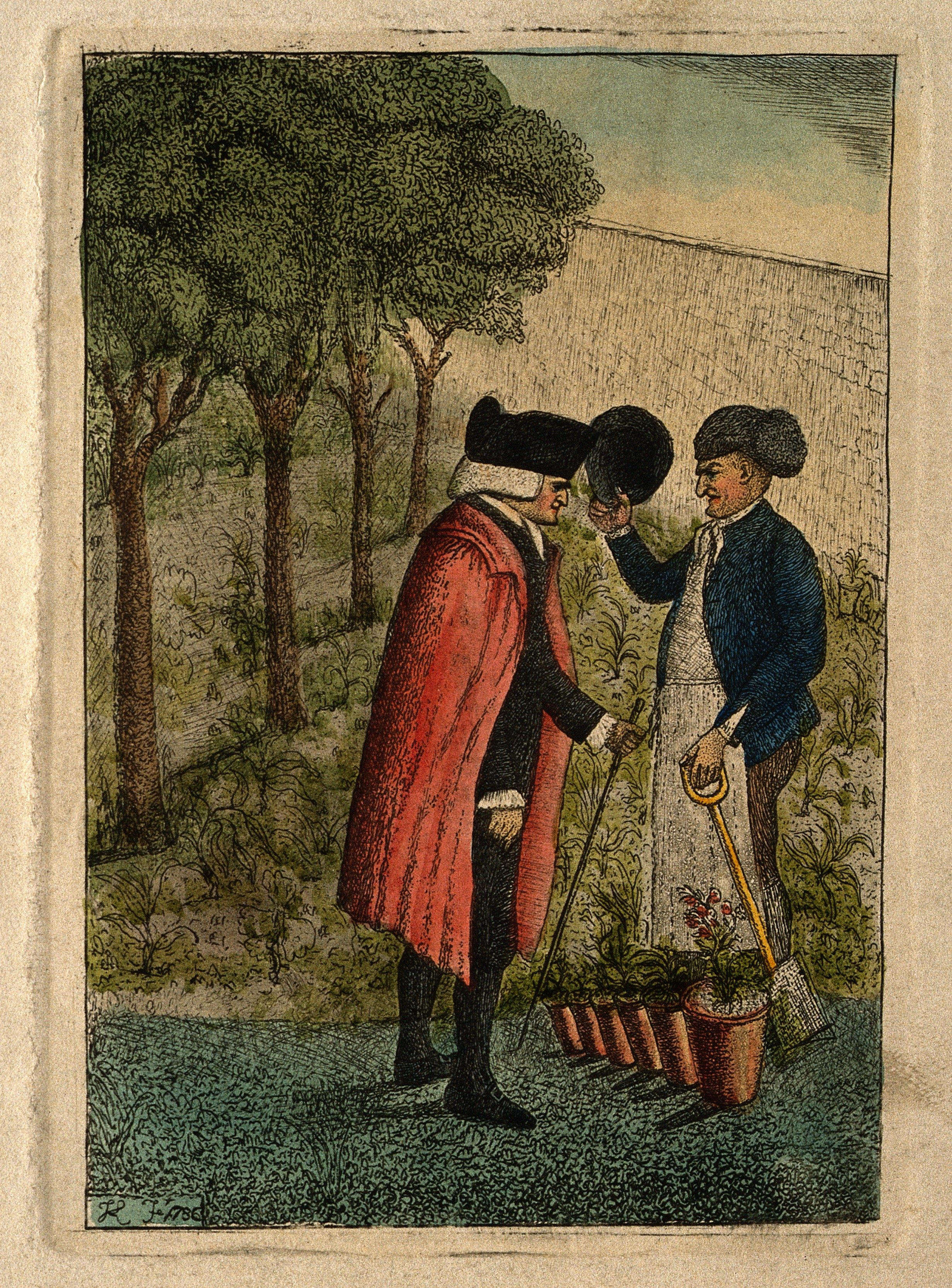
ジョン・ホープ

ジョン・ホープ（John Hope、1729年5月10日 - 1786年11月10日）は、スコットランドの医師、植物学者である。

## 生涯
エディンバラに外科医の息子に生まれた。曽祖父や祖父にスコットランドの法務総裁を務めたトーマス・ホープ卿（Sir Thomas Hope, 1st Baronet）やスコットランド最高裁判所（College of Justice）の所長を務めたアーチボルド・ホープ（Archibald Hope, Lord Rankeillour）がいる。エディンバラ大学で医学を学び、ベルナール・ド・ジュシューのもとで植物学をパリ大学で学ぶが、スコットランドに戻りグラスゴー大学で1750年にMDを得た。
その後、10年間ほど、医師をしながら余暇に植物学の研究に熱中した。 1760年にチャールズ・アルストンの死ぬと、国王付植物学者（King's Botanist）とエジンバラ大学の植物学、薬草学の教授職（Professor of Botany and Materia Medica）を継いだ。薬草学の分野の業務が植物学の研究を妨げるために、あらたに薬草学の教授職を新設し、自らは医学と植物学の教授に就任した。
1783年に、トリニティ・ホスピタルとホリールードの植物園とコレクションを統合し、運営資金を得ることに成功し、エディンバラ王立植物園（Royal Botanic Garden Edinburgh）を創立した。自らは学術論文を発表することは少なかったが、植物生理学の実験をおこなった。研究成果は講義で披露されたが、書物にされることはなく、没後何年もたってから、未発表の草稿が発見された。
1767年に王立協会の会員に選ばれ、1784年から1786年の間エディンバラの王立医学校（Royal College of Physicians of Edinburgh）の学長を務めた。